# Barrage de la Kerspe
Le barrage de la Kerspe est un réservoir d'eau potable destiner à couvrir les besoins des villes de Wuppertal, Wipperfürth et Remscheid. Construit entre 1908 et 1912, cet ouvrage-poids en pierres de carrière a été établi en travers du cours de la Kerspe. C'est l'un des ouvrages originaux du Pr. Otto Intze de l'université d'Aix-la-Chapelle. L'exploitant de la centrale hydroélectrique, mise en service en 1913, est la société Wuppertaler Stadtwerke AG.

## Description
Cet ouvrage d'art, à cheval sur les territoires de l’Arrondissement du Haut-Berg et de l’Arrondissement de La Marck en Rhénanie-du-Nord-Westphalie et destiné au stockage d'eau potable, dépend du service de l'Environnement de la Communauté urbaine de Cologne. Il répond à une consommation annuelle de 20 000 000 m3 d'eau, avec une pointe de 70 000 m3 d'eau en un jour.
Le bassin de captage est protégé par la loi (Wasserhaushaltsgesetz, WHG) : en conséquence, l'accès aux berges est interdit aux particuliers, car elles sont classées en zone I.
Le barrage a fait l'objet de travaux de confortement dans les années 1990, avec la réalisation d'un voile étanche au parement amont et le percement d'une galerie de visite. L'évacuateur a été modernisé et le barrage a été équipé d'une petite centrale hydroélectrique, d'une puissance installée de 2 × 68 kW.
Plusieurs maisons à colombages se trouvent dans le bassin de captage du barrage de la Kerspe : dénommées localement Einzelhofsiedlung, ces halles villageoises, qui rappellent par leur plan l'antique megaron, constituent un patrimoine régional. Elles sont protégées des remontées de nappe, et placées de ce point de vue sous la responsabilité de l'écomusée de Kommern. On peut visiter ces maisons, datant de 1724, au Baugruppe Bergisches Land.

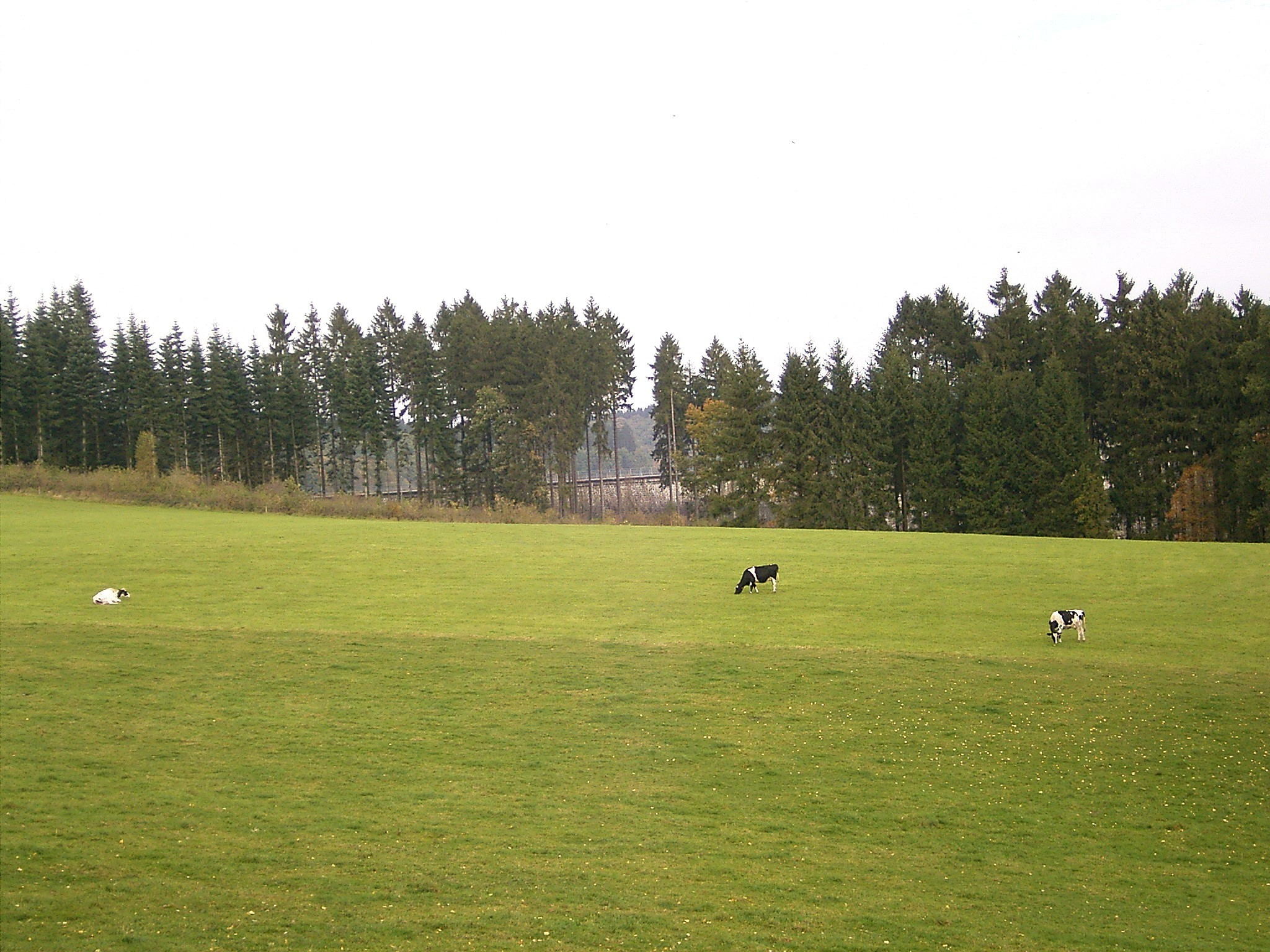
Le barrage
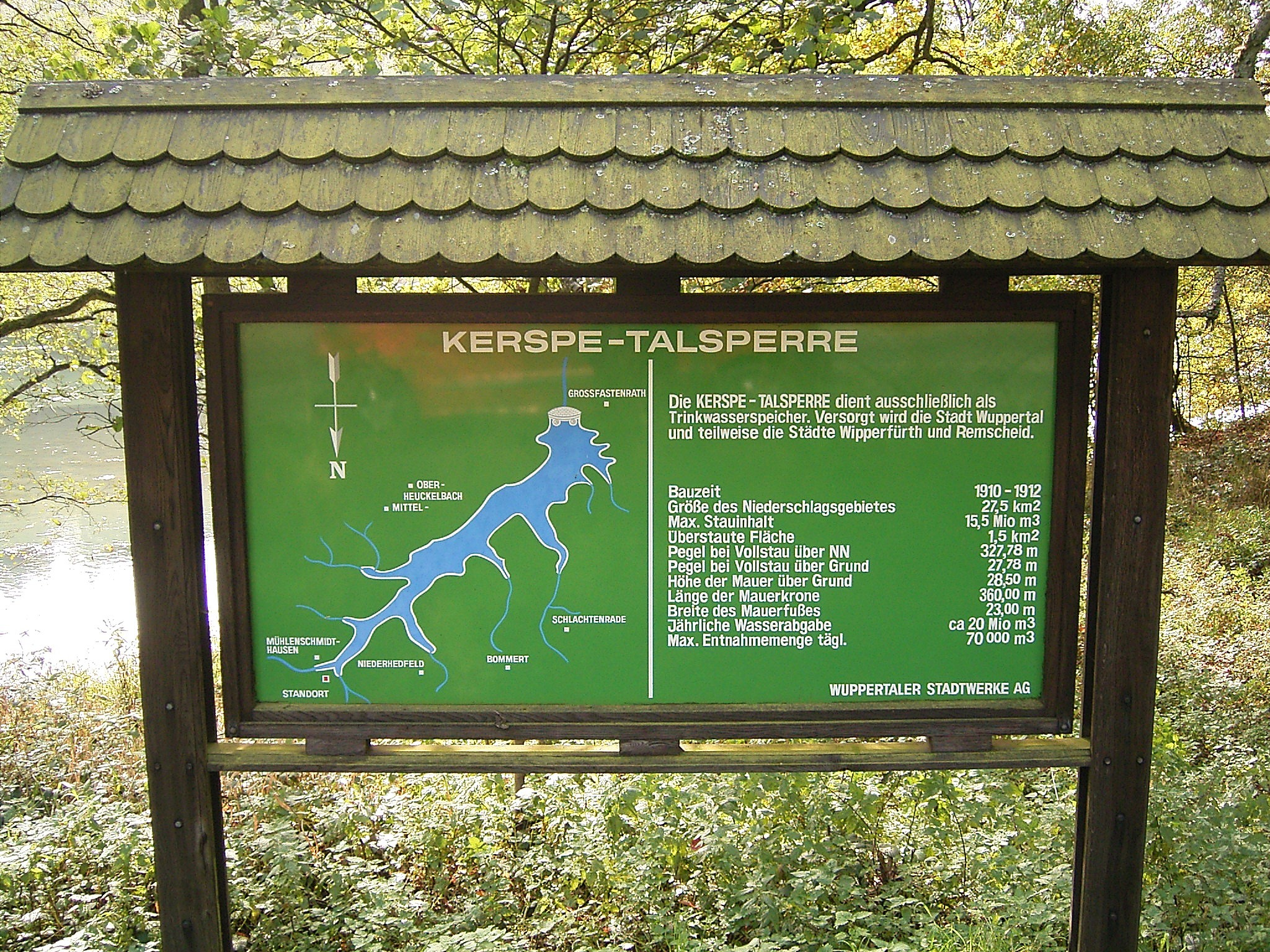
Panneau didactique
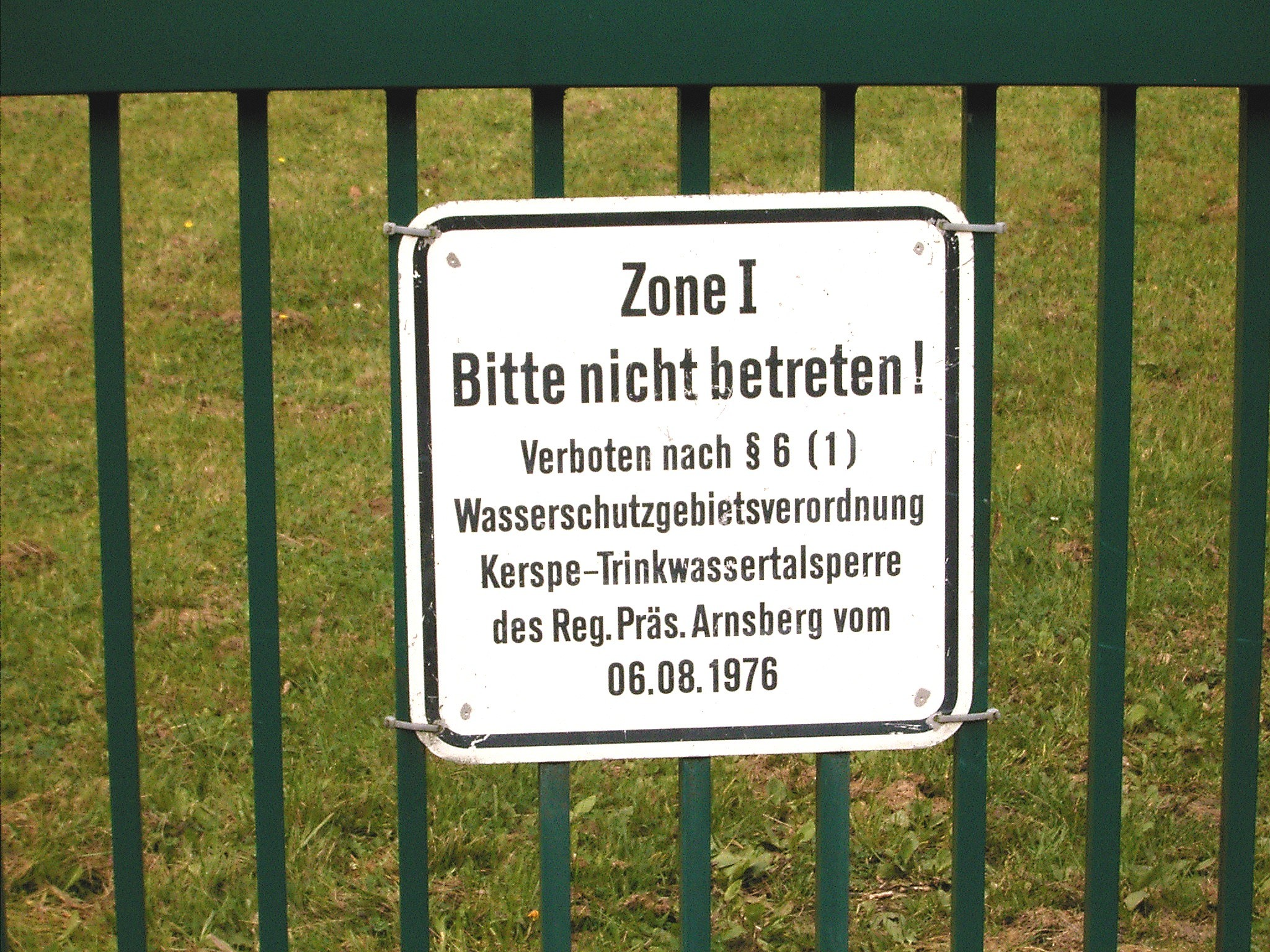
L'accès au lac est interdit...
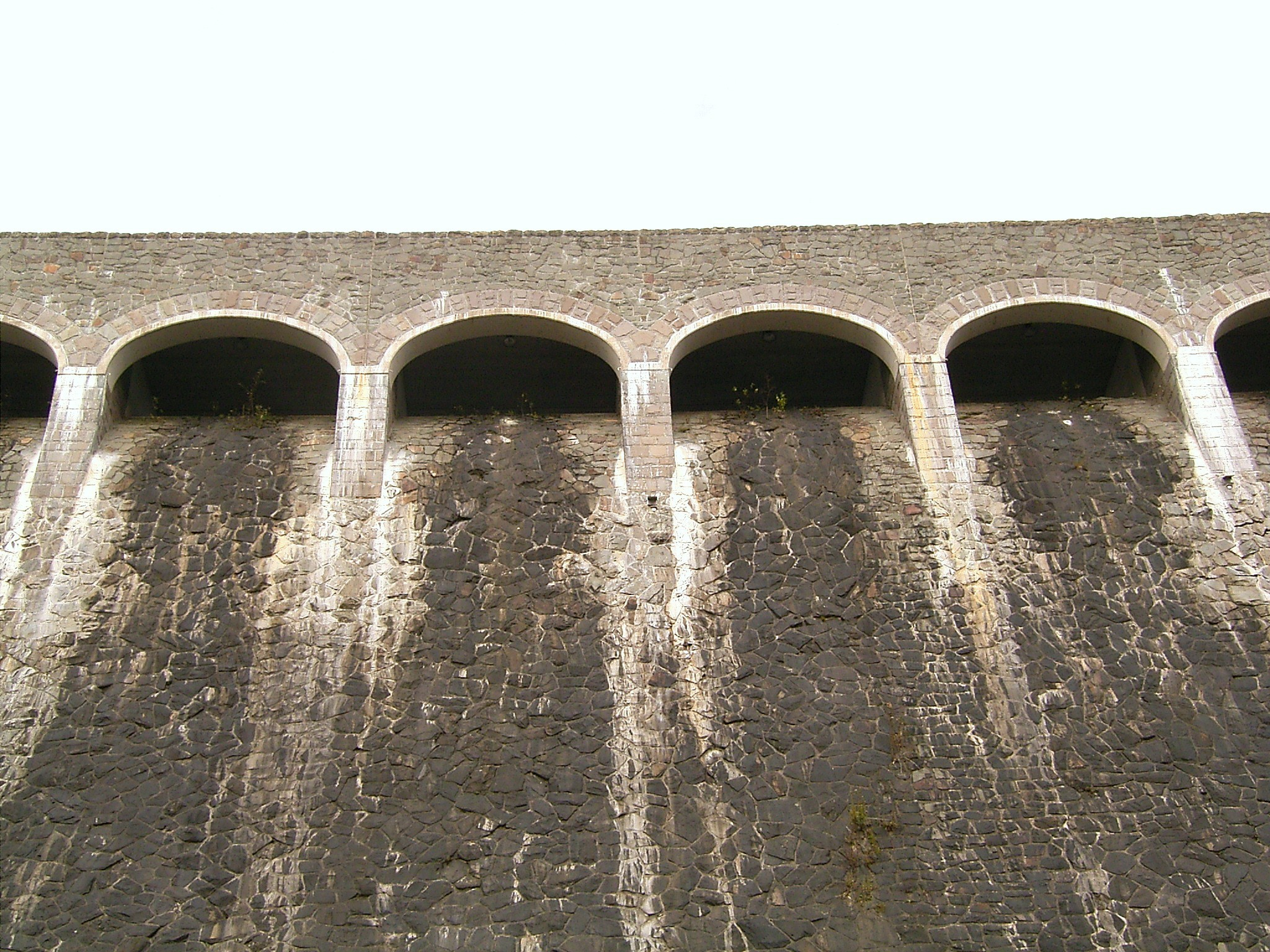
L’ouvrage évacuateur en contre-plongée
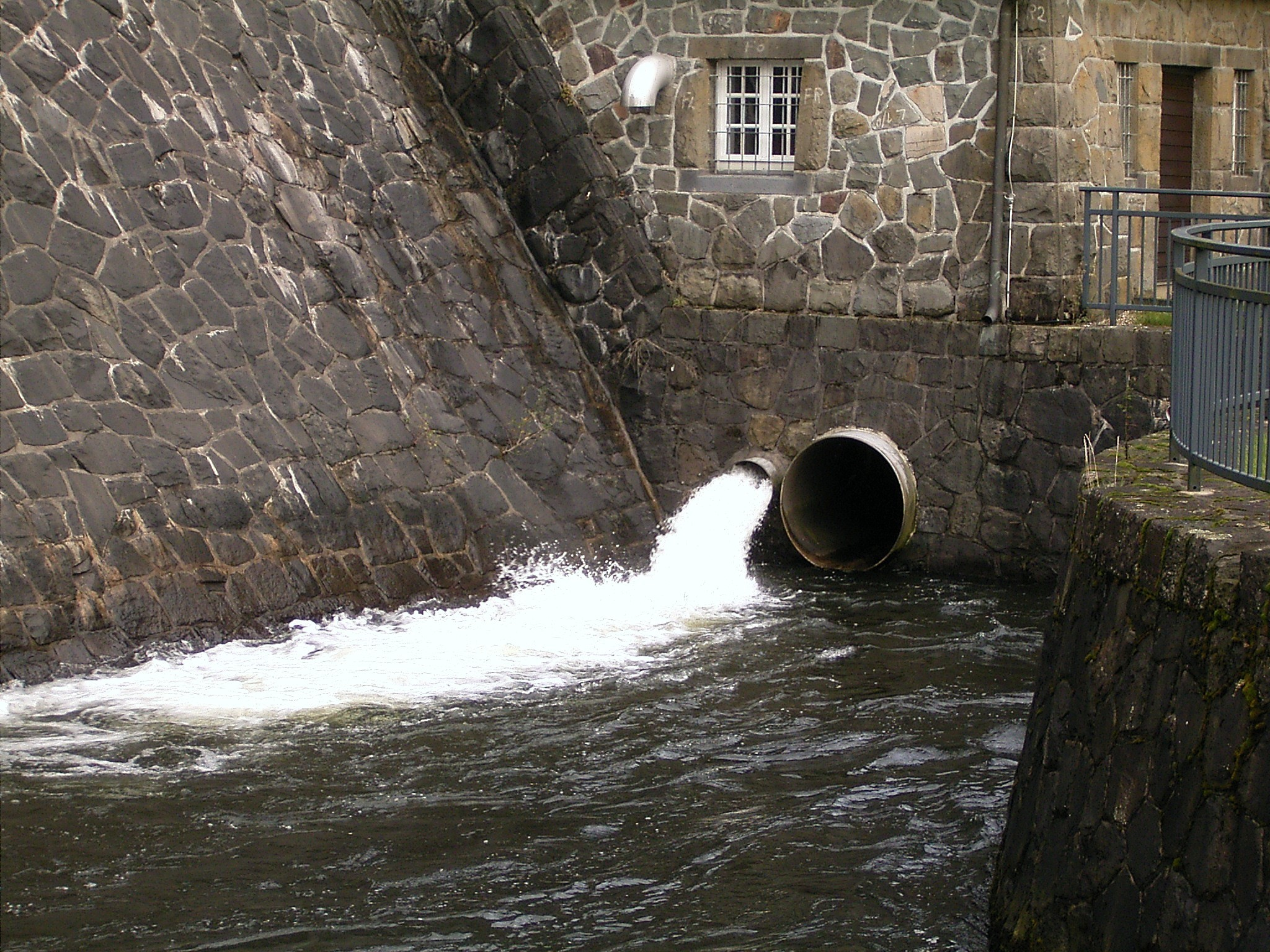
L'ouvrage de chasse de la centrale et le bassin de tranquillisation
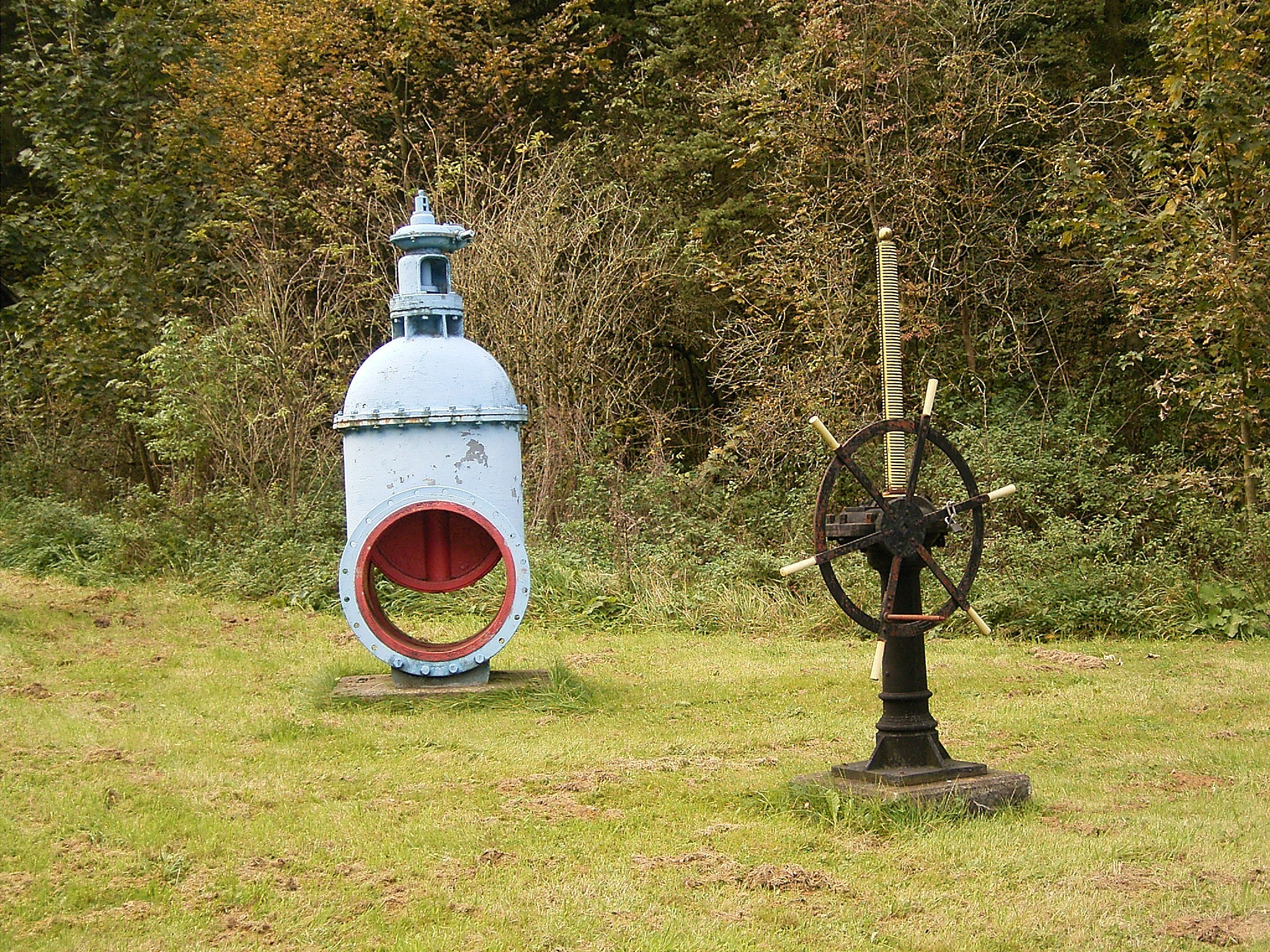
Quelques équipements des années 1890
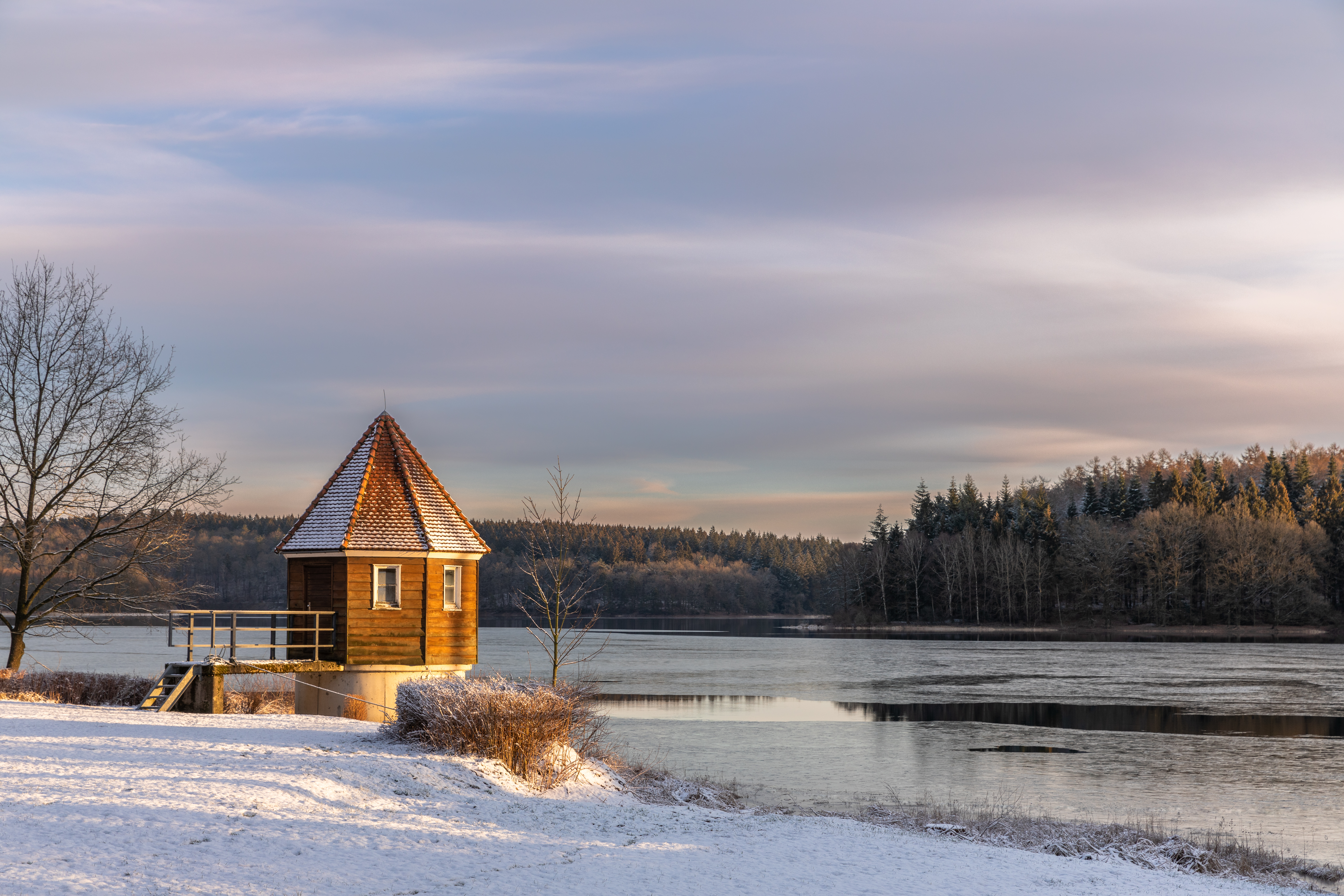
Le lac de barrage de la Kerspe. Janvier 2019.